# Курганский областной художественный музей
Курганский областной художественный музей им. Г. А. Травникова — государственный художественный музей, основной центр комплектования, изучения и пропаганды изобразительной культуры Зауралья. Открыт 14 августа 1982 года. В декабре 2019 года присвоено имя Г. А. Травникова. С 30 апреля 2020 года музей входит в ГАУК «Курганское областное музейное объединение».
В фондах музея — свыше 7000 единиц хранения.

## История
Здание Курганского областного художественного музея было построено по индивидуальному проекту курганского архитектора, члена Союза архитекторов, члена Союза художников Ю. И. Вещикова в 1981 году.
22 февраля 1993 года преобразовано в Государственное казённое учреждение «Курганский областной художественный музей».
25 декабря 2015 года преобразовано в Государственное бюджетное учреждение культуры «Курганский областной художественный музей».
В декабре 2019 года, по инициативе губернатора Курганской области Вадима Михайловича Шумкова музею присвоено имя Германа Алексеевича Травникова.
С 17 января по 27 апреля 2020 года юридическое лицо находилось в процессе реорганизации в форме присоединения к нему других юридических лиц. В его состав вошло ГБУК «Курганский областной краеведческий музей».
30 апреля 2020 года преобразовано в Государственное автономное учреждение культуры «Курганское областное музейное объединение».

## Коллекция
В собрании музея представлено, в основном, отечественное искусство XX века. В разделе живописи I половины XX в. — А.Савинов, С.Луппов, О.Соколова, С.Разумовский, Г.Шегаль, Л.Туржанский, П.Кончаловский, Н.Дормидонтов, А.Дейнека, В.Бялыницкий-Бируля.
Раздел живописи II половины XX в. включает произведения художников, внесших свой большой вклад в развитие отечественного искусства. Среди них — П.Никонов, П.Оссовский, А.Никич, М.Бирштейн, Э.Браговский, Л.Табенкин, Н.Андронов, В.Стожаров, С.Ткачев, Б.Домашников, К.Бритов, В.Брайнин, И.Старженецкая, В.Вейсберг, Д.Гутов, К. Оразнепесов.
В собрании музея можно увидеть каслинское литьё, книги, скульптуру, театрально-декорационное искусство.

## Адрес
- 640000, г. Курган, ул. М. Горького, 127/4. Директор музея — Ирина Михайловна Паламарчук (с 8 декабря 2014). Генеральный директор Курганского областного музейного объединения - Насырова Ася Александровна (10 июня 2022)